# Szkoła wywiadowcza Sił Zbrojnych KONR w Marienbadzie
Szkoła wywiadowcza Sił Zbrojnych KONR w Marienbadzie – ośrodek wywiadowczy Sił Zbrojnych Komitetu Wyzwolenia Narodów Rosji pod koniec II wojny światowej.
Ośrodek został utworzony w styczniu 1945 pod Marienbadem. Podlegał zarządowi bezpieczeństwa Sił Zbrojnych KONR. Komendantem szkoły został kpt. Rafaił I. Bekker (Chrenow), b. porucznik wojsk NKWD. Szkolono w niej agentów-wywiadowców i radiowców w celu przerzucenia przez linię frontu na tyły Armii Czerwonej. Mieli oni zbierać dane wywiadowcze na temat sowieckich sił zbrojnych, a także nawiązywać kontakt z ruchami antysowieckimi. Kursanci pochodzili spośród żołnierzy Sił Zbrojnych KONR. Jednorazowo szkolono do 30 osób. Okres szkolenia trwał 1-1,5 miesiąca. Kursanci nosili mundury i odznaczenia Armii Czerwonej. Zwracali się do siebie "towarzyszu". Czytali sowieckie teksty propagandowe, śpiewali sowieckie pieśni wojskowe, słuchali sowieckich audycji radiowych. Na początku kwietnia 1945 kpt. R. I. Bekker (Chrenow) został zwolniony z funkcji komendanta szkoły z powodu podejrzeń o współpracę z sowieckimi służbami bezpieczeństwa. Faktycznie od dawna współpracował on z Sowietami. Sztabowi 1 Frontu Białoruskiego udało mu się przekazać pełną listę kursantów szkoły. Kolejnym komendantem został por. Jeleniew. 12 kwietnia zakończyło się szkolenie pierwszych 20 agentów. Wkrótce potem szkołę przeniesiono do Pragi. Do szkolenia nowych agentów już nie doszło, zaś personel szkoleniowy po zdobyciu miasta przez Armię Czerwoną na początku maja dostał się w ręce Sowietów.